# アシュート大学
アシュート大学 (アラビア語 : جامعة أسيوط)は、エジプト、アシュートにある大学である。1957年10月に上エジプトで最初に設立された大学である。

## 学部
17の学部がある。
- 理学部
- 工学部
- 法学部
- 農学部
- 商学部
- 教育学部
- 体育学部
- 特定教育学部
- 教育学部（ニューバレー地域キャンパス）
- 社会福祉学部
- 芸術学部
- コンピュータ情報学部
- 医学部
- 看護学部
- 薬学部
- 獣医学部
- 歯学部
- ソーシャルワーク学部

## 施設
3つの研究機関がある。
- 砂糖技術研究所
- 南エジプト癌研究所（South Egypt Cancer Institute 略称：SECI）
- 看護技術研究所